# Nikolskoje (rejon mieżdurieczeński)
Nikolskoje (ros. Никольское) – wieś w Rosji, w rejonie mieżdurieczeńskim obwodu wołogodzkiego. W 2010 r. liczyła 8 mieszkańców.